# Liriodendron tulipifera
El tulipífero de Virginia, tulípero de Virginia, árbol de las tulipas, árbol de los tulipanes o, simplemente, tulípero (Liriodendron tulipifera), es un árbol que pertenece a la familia de las magnoliáceas y que procede del este de Norteamérica, del sur de Ontario al este de Illinois, atravesando el sur de Nueva Inglaterra y el sur y centro de Florida y de Luisiana. Es el representante americano de las dos especies del género Liriodendron. Puede crecer a más de 50 m en bosques vírgenes de las montañas Apalache, frecuentemente sin ramas hasta 25-30 m en altura, haciendo muy valiosa su madera. Tiene rápido crecimiento, sin los problemas de madera débil y la corta vida del ejemplar muy visto en otras especies de rápido desarrollo. Abril marca el arranque de la floración en el sur de EE. UU.; y en el límite norteño de cultivo comienza en junio. Las flores son verde pálidas o amarillas (raramente blancas), con una banda anaranjada en los tépalos, y dan apreciables cantidades de néctar.  El tulipanero es el árbol del estado de Indiana, Kentucky y Tennessee. 
Todos los tuliperos jóvenes y muchos maduros son intolerantes a prolongada inundación; sin embargo, un ecotipo de costas del litoral pantanosas en el sudeste de EE. UU. (Parks et al. 1994) es relativamente tolerante al exceso de agua. Este ecotipo se reconoce por sus hojas lobuladas, que puede tener un tinte rojo. En áreas del este central de Florida, cerca de Orlando hay un ecotipo con hojas similares (en muchos casos; ver galería de imágenes)  con flores mucho más tempranas (usualmente en marzo,  aunque la floración puede seguir en enero)  que otros tipos.  Este ecotipo del este central de Florida parece tener la mejor habilidad para tolerar condiciones muy húmedas,  donde crecen raíces como lápices (pneumatóforos) similares a las producidas por otros árboles de humedales en climas cálidos.  Algunos individuos retienen sus hojas todo el año a menos que aparezca una fuerte helada.

## Descripción
Es uno de los más grandes y más bellos de los árboles nativos de EE. UU., capaz de alcanzar los 50 m de altura y 2.5 m de diámetro de tronco; su altura ordinaria, de 18 a 26 m.  Prefiere suelo profundo, rico, y algo húmedo. Es bastante común que crezca en solitario.  Las raíces son carnosas.  El crecimiento es realmente rápido.  La forma típica de la fronda es cónica.
- Corteza: parda, surcada; ramas suaves, lustrosas, rojizas al comienzo, y luego gris oscuras, finalmente pardas.  Aromática y amarga.
- Madera: amarilla suave a parda, floema blanco cremoso; liviana, blanda, brillante, cerrada, grano derecho.  Densidad: 0,4230; peso del pie³: 26,36 lbs.
- Brotes invernales:  rojo oscuros, cubiertos, obtusos; escamas convirtiéndose en estípulas conspicuas para la hoja sin cubrir, y persistente hasta que la hoja crezca plenamente.  La yema floral encerrada en una bráctea dos-valvada, caduca.
- Hojas: alternas, simples, venosas, 12-15 cm de long., y muy anchas,  tetralobuladas, acorazonadas o truncadas o afiladas en la base, enteras, y el apex cortado a lo ancho en un ángulo suavemente obtuso, haciendo que su parte superior parezca cuadrada; venas primarias prominentes.  Verdes suaves, en pleno crecimiento son verde brillantes, arriba lisas y brillantes, verde pálido abajo, con venas.  En otoño se tornan claras, amarillas suaves.  Peciolo largo, fino, anguloso.
- Flores: mayo.  Perfectas, solitarias, terminales, verde amarillentas, pedúnculos fuertes, de 2,5 a 5 cm de largo, forma de copas, erectas, conspicuas.  El brote está enclaustrado en una cubierta de dos brácteas triangulares que caen cuando el pimpollo abre.
- Cáliz: 3-sépalos, imbricados, reflejados o desparramados, venosos, tempranamente caducos.
- Corola: forma de copa, 6-pétalos, 5 cm de longitud, en dos filas, imbricada, hipógina, verde amarillento, marcada la base con amarillo.  A veces carnosa en textura.
- Estambres: indefinidos, imbricados en muchos grupos en la base del receptáculo; filamentos enredados, cortos; anteras extrorsas, largas, 2-celdas, adnatas; celdas abriendo longitudinalmente.
- Pistilos: indefinidos, imbricados en el receptáculo largo y fino.  Ovario uniceldado; estilo acuminado, achatado; estigma corto, uni-lado, recurvados; 2-óvulos.
- Fruto: cono angosto pardo suave, formado por muchos carpelos símil samara, en otoño.[2]

En el bosque este árbol llega a tamaños que lo hacen espectacular.  El tronco llega a parecerse a columnas corintias, alto y esbelto, las ramas salen simétricamente, y todo su contorno, aunque algo formal, posee una clara elegancia.

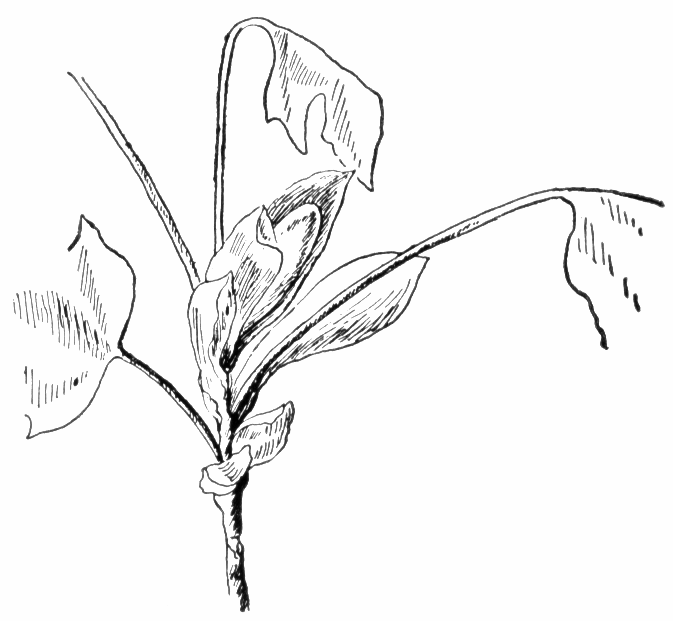
Hojas desarrollándose.

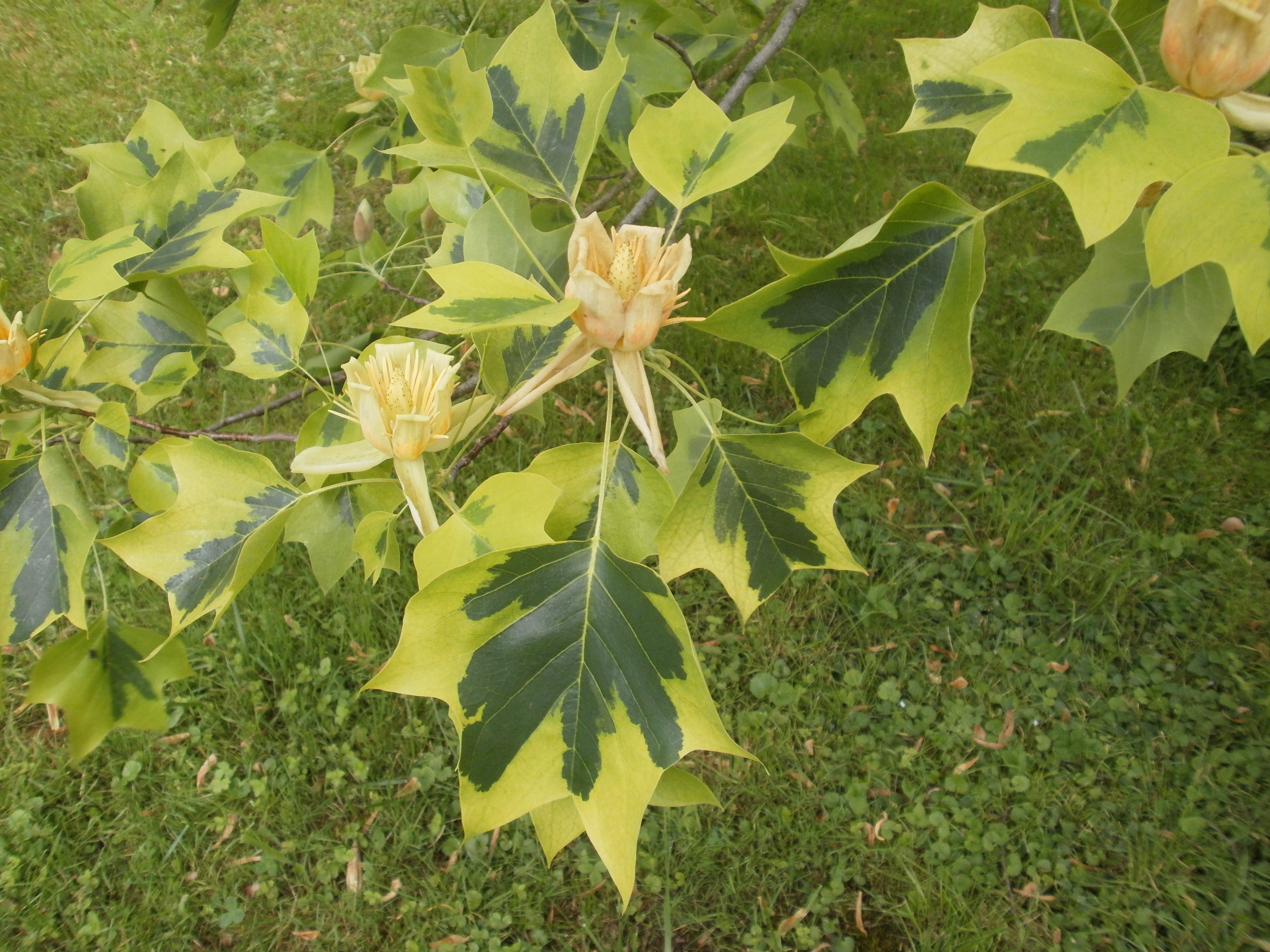
Hojas de Liriodendron tulipifera 'Aureomarginata'.

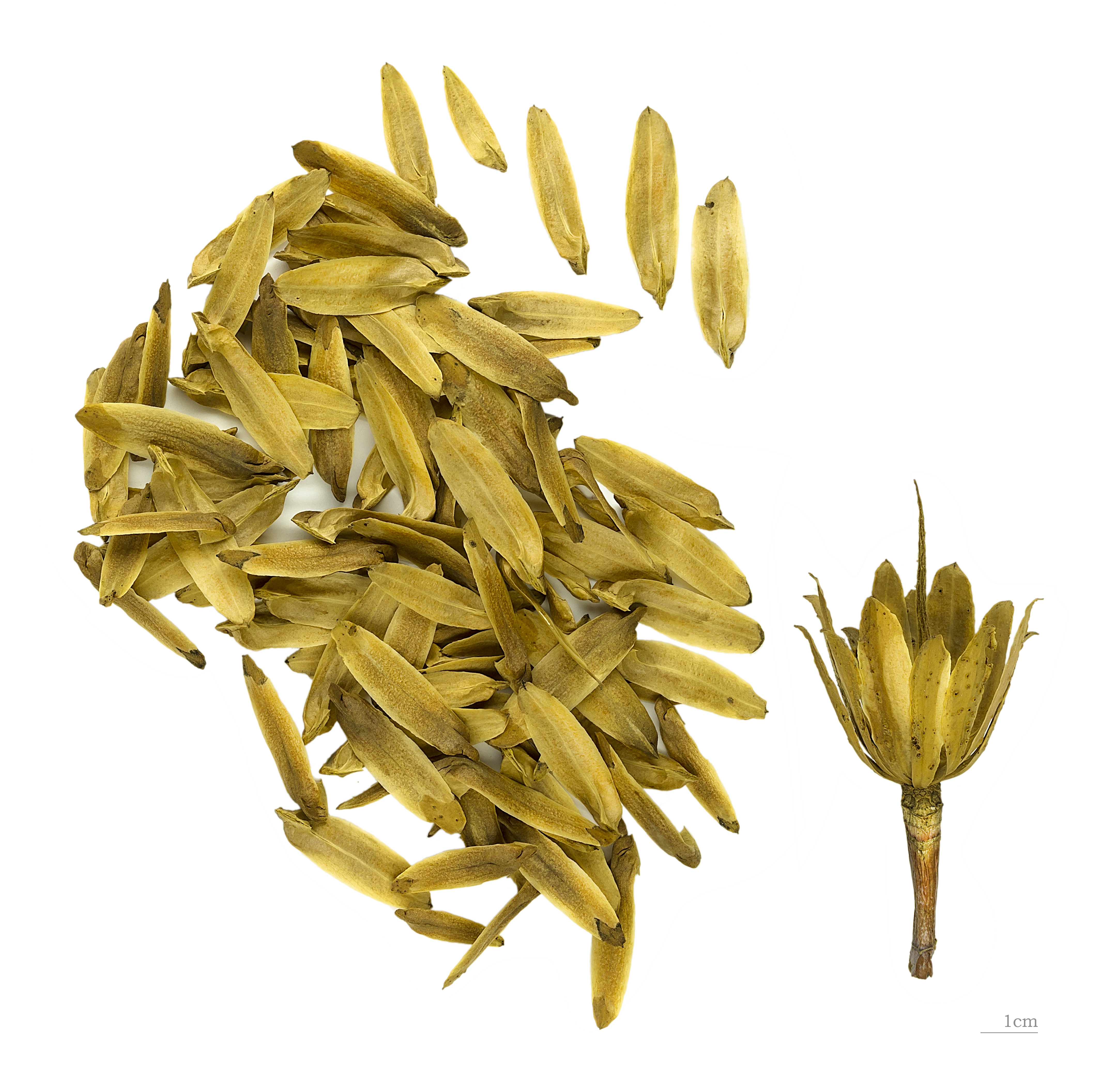
Liriodendron tulipifera - semillas

Las hojas tienen una forma inusual, y se desarrollan de un modo peculiar y característico.  El brote foliar está compuesto de escamas como es usual, y esas escamas crecen con el crecimiento de la rama.  Así no difieren sus brotes del de los demás árboles, pero lo peculiar es que cada par de escamas desarrolla como una envoltura oval que contiene la hoja joven y la protege contra cambios de temperaturas hasta ser fuerte.  Cuando alcanza el estadio de separar las brácteas, las diminutas neohojas salen cuidadosamente plegadas a lo largo de la línea de rotura, abriendo al madurar, y hasta ocurrir eso, las brácteas se comportan como estípulas, creciendo hasta 25 mm o más en longitud antes de caer. La hoja es única en forma, su ápex se corta al final de un modo peculiar, los peciolos son largos, angulosos, y tan suaves que las hojas fluyen independientemente,  y sus brillantes superficies dan un efecto al follaje como dándoles mucho más brillo.
Las flores son grandes, brillantes, y en árboles desarrollados muy numerosas. Sus colores son verdoso amarillentos con toques de rojo y anaranjado, y recuerdan a un tulipán muy marcadamente. El fruto es un cono de 5-8 cm de largo, con un gran número de escamas delgadas angostas fijadas a un eje común.  Esas escamas tienen cada una un carpelo rodeado de un anillo membranoso delgado.  Cada cono contiene 60 o 70 de esas escamas, de las cuales solo unas pocas son fértiles.  Los conos frutales permanecen en el árbol en variados estadios durante el invierno.

## Distribución
Aparece en Nueva Inglaterra, abunda en las costas sureñas del lago Erie y el oeste de Illinois; sur de Alabama y Georgia, y raramente en el oeste del río Misisipi. Su mejor desarrollo es en los valles de los ríos fluyendo hacia el río Ohio.

## Nombres comunes
- Tulipanero Magnolia

Como el tulipero ha impresionado la atención popular de muchos modos,  consecuentemente posee muchos nombres comunes.  En áreas del Misisipi es un álamo, por recordar a esa especie.  Por el color de su madera Madera blanca.   Los nativos americanos estaban tan habituados a hacer sus canoas de su tronco, que los primeros colonos lo llamaron  madera de canoa.

## Cultivo
Crece fácilmente de semillas, que debe ser sembrada en un suelo suave y fino, en situación fresca y sombreada. Si se siembra en otoño, germinará exitosamente en primavera, pero si se lo hace en primavera, suelen permanecer un año en la tierra.  La semilla de las ramas más altas de viejos ejemplares son las más apropiadas para germinar.  También prospera de cortes y fácilmente se la trasplanta.
Los tulipaneros son muy grandes, llegando hasta 35 m en buen suelo. Crecen mucho en suelos profundos, bien drenados, sueltos y bien nutridos en superficie. Muestran mejor respuesta a fertilizantes (aquellos con índice de baja salinidad son preferidos) que muchos otros árboles, aunque la materia orgánica y la estructura del suelo son muy importantes. Como otros miembros de la familia Magnolia, tienen raíces carnosas que se rompen fácilmente si se lo manipula violentamente.  El trasplante debe hacerse temprano en primavera, antes del brote de las hojas;  este tiempo es especialmente importante en las áreas más norteñas. El plantado en otoño es frecuentemente exitoso en Florida.  El ecotipo del este centro de Florida puede ser más fácilmente trasplantado que otras razas, debido a que sus raíces crecen sobre nueve o diez meses cada año -- varios meses más que otros ecotipos. Muchos tulipaneros tienen baja tolerancia a la sequía.
Es recomendado como árbol de sombra.
L. tulipifera ha sido introducido en muchas partes templadas del mundo, al menos tan al norte como Oslo, Noruega.  En el Hemisferio Sur, se cultiva en partes de Argentina, Australia (tan al norte como Sídney), Chile, Nueva Zelanda, Sudáfrica,  Uruguay.  En Canadá es nativa en la parte del sur de Ontario en una línea de Hamilton a Sarnia,  y muchos especímenes en  Rondeau Provincial Park,  pero más cultivado en la Columbia Británica:  plantado en el archipiélago de la Reina Carlota,  y en el interior tan al norte como Vernon.  Su límite este de cultivo es  Creston.  Común en ciudades del sudoeste como Burnaby, New Westminster, Port Alberni, Vancouver y Victoria. En los Estados Unidos, se han hecho introducciones exitosas en partes de Washington, Oregón, California, Oklahoma,  Texas.  Un poco en Idaho, Nevada, Utah, Colorado, Nebraska, Kansas, Iowa, Minnesota, Wisconsin, Nuevo Hampshire, Maine.  El ecotipo este centro de Florida crece bien en Palm Beach County, Florida y en Austin, Texas.

## Usos
Esta especie es una de las plantas para abejas melíferas en el este de  EE. UU., rindiendo una miel rojiza oscura, regularmente fuerte.
La madera blanda, de grano fino, es más conocida como "álamor" (abreviatura para "álamo amarillo") en  EE. UU., pero mercadeada como "tulipanero americano" o por otros nombres comunes.  Es muy ampliamente usado donde haga falta una madera barata, fácil de trabajar y estable.  La albura es usualmente cremosa blanquecina.  Mientras el duramen es usualmente verde pálido, con estrías rojas, purpúreas, o aun negras; dependiendo de los contenidos extractivos (i.e. las condiciones edáficas donde crece el árbol, etc).  Es claramente la madera de elección para órganos, debido a su característica de tomar un acabado fino, bruñido. Su madera es comparable en textura, resistencia, y suavidad con el Pinus strobus pino blanco del este.
Usado para acabado interior de casas, paneles de carruajes, armarios, muebles.  En caso de escasez de madera del mejor calificado pino blanco,  el tulipanero toma su lugar en alguna medida, particularmente cuando se precisan enormes planchas.

## Sinónimos
- Liriodendron fastigiatum Dippel
- Liriodendron heterophyllum K.Koch
- Liriodendron integrifolium Steud.
- Liriodendron obtusilobum K.Koch
- Liriodendron procerum Salisb.
- Liriodendron truncatifolium Stokes
- Liriodendron tulipifera var. acutiloba Michx.
- Liriodendron tulipifera var. obtusiloba Michx.
- Tulipifera liriodendrum Mill.

## Galería

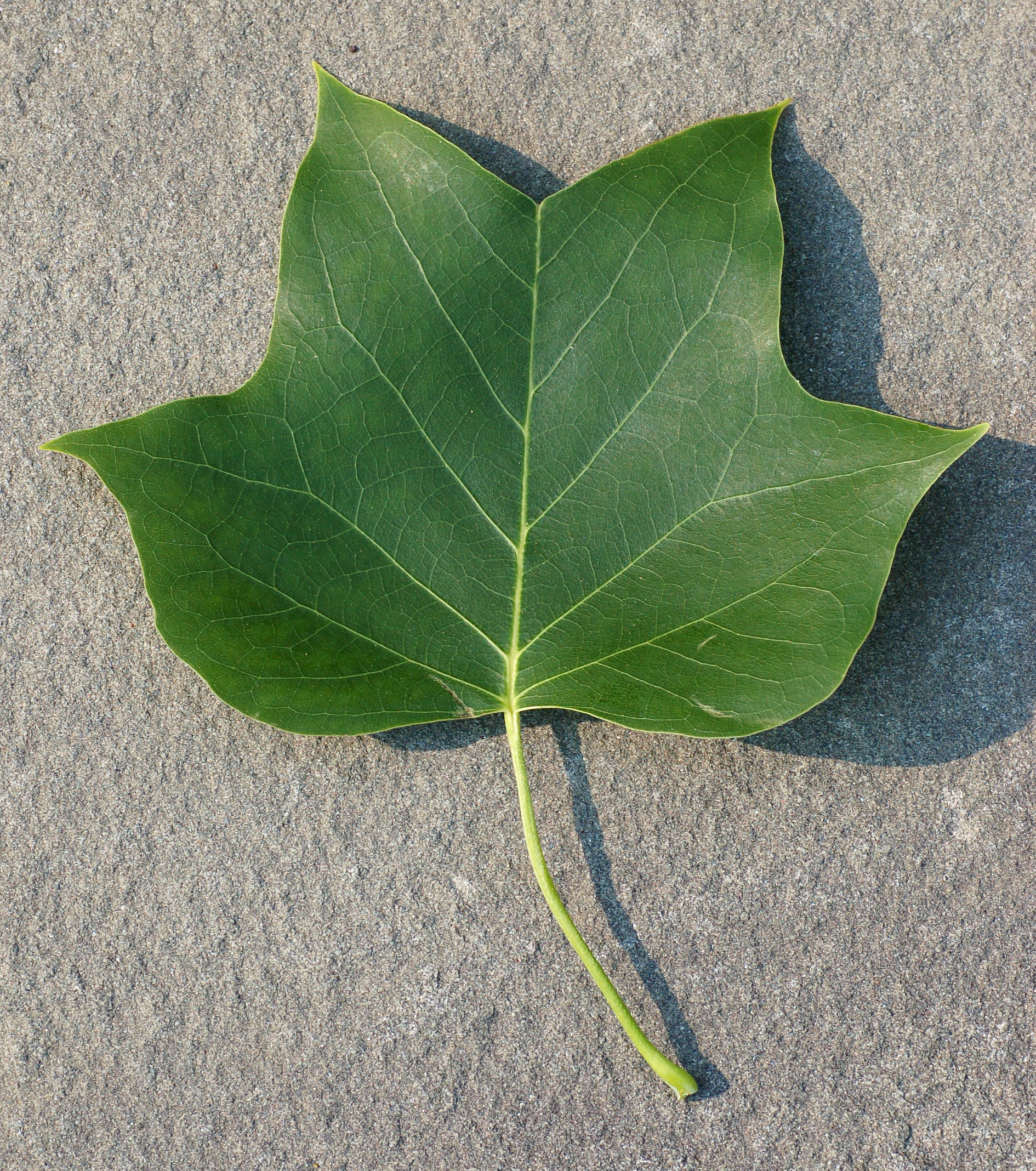
Punta de una hoja
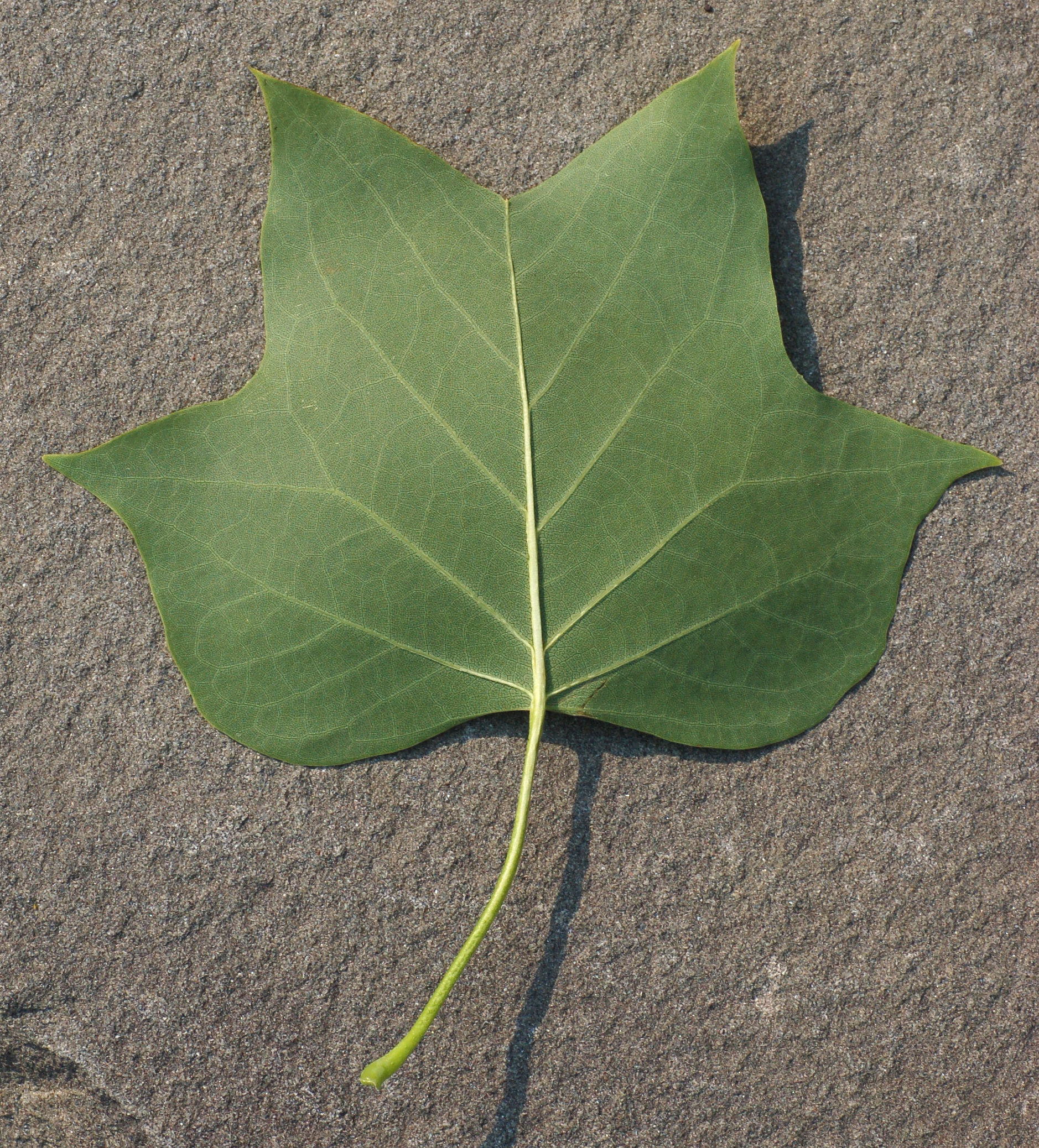
Envés de una hoja
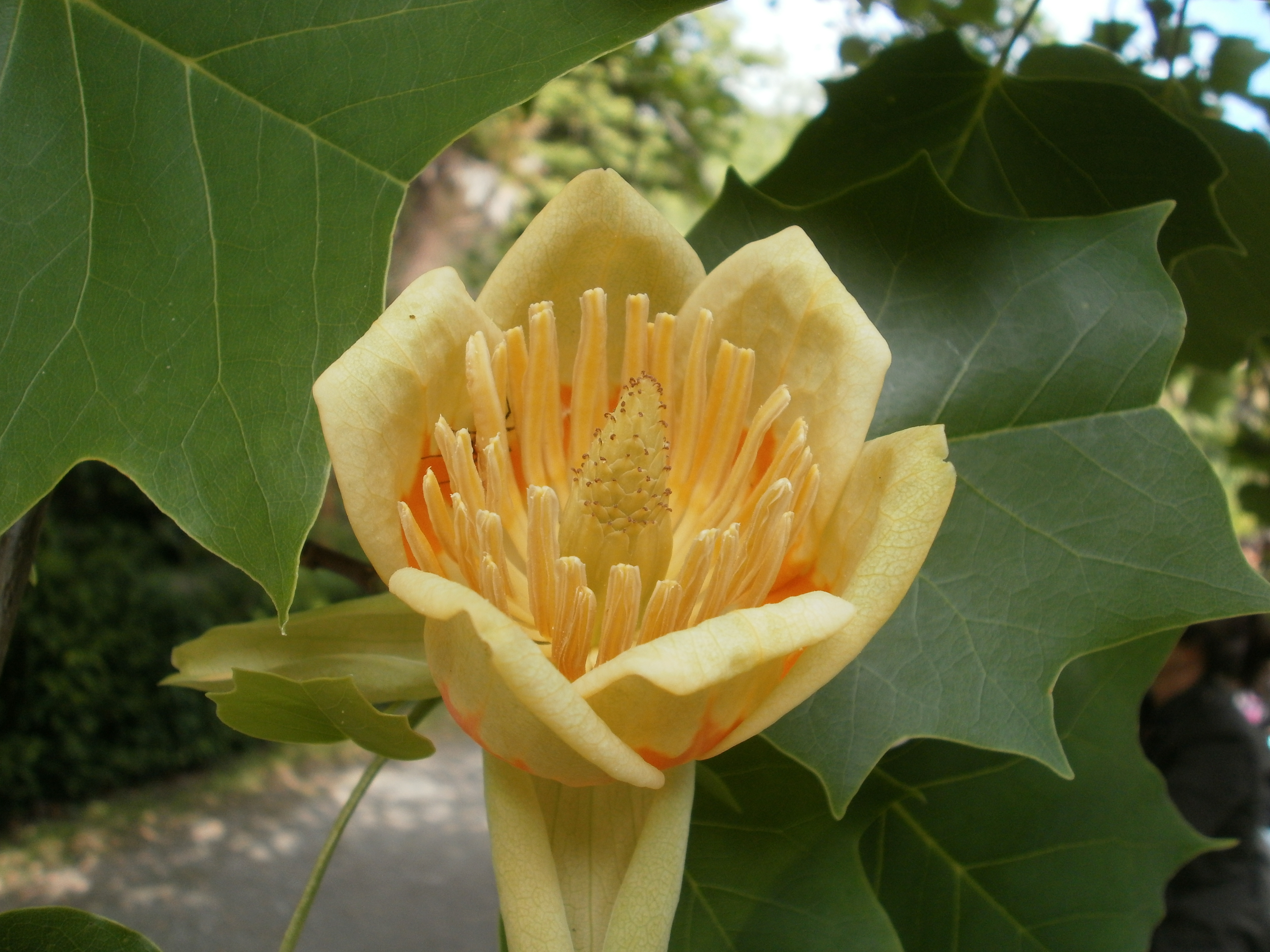
Detalle de la flor de Liriodendron tulipifera
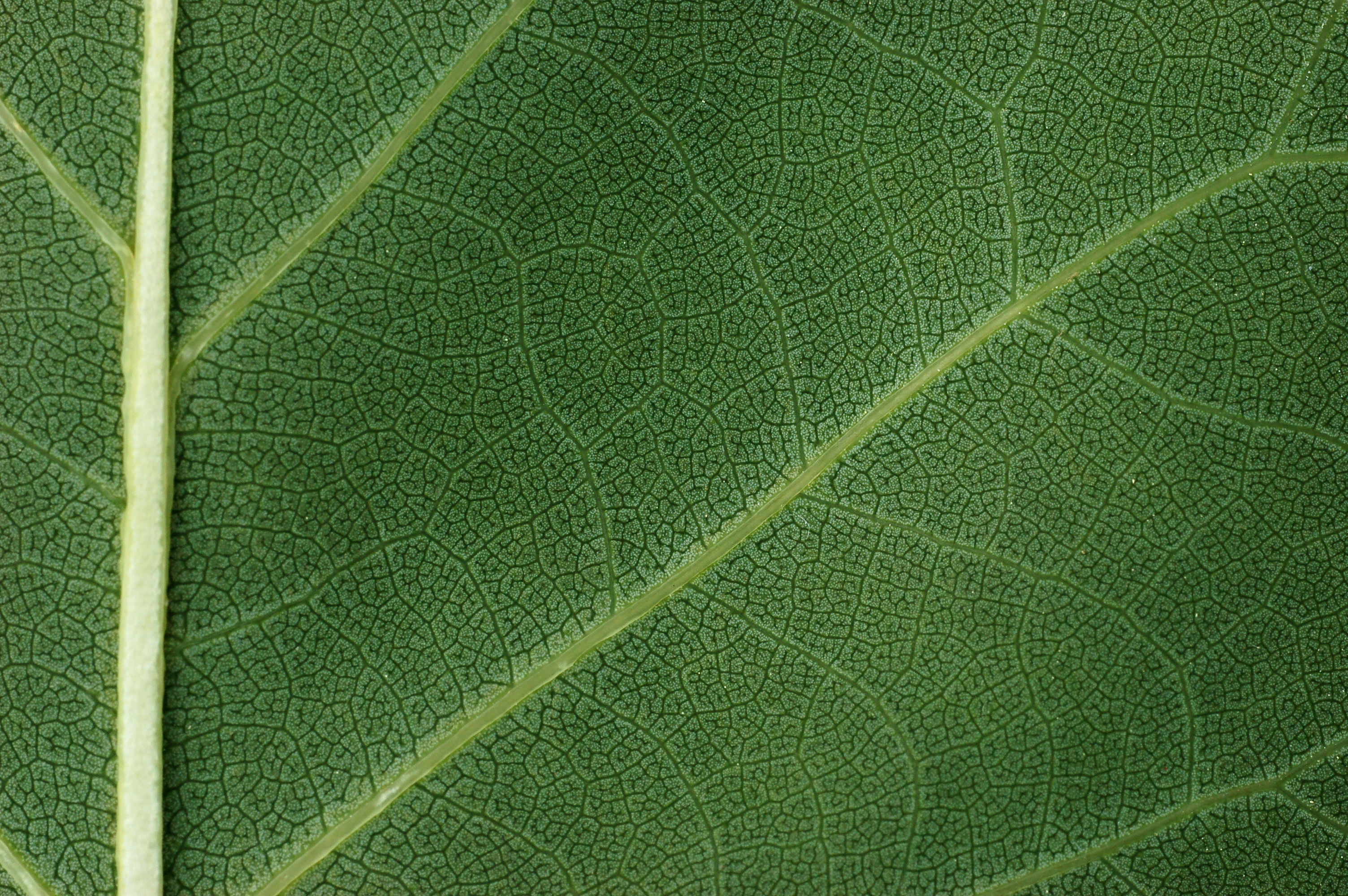
Detalle de hoja
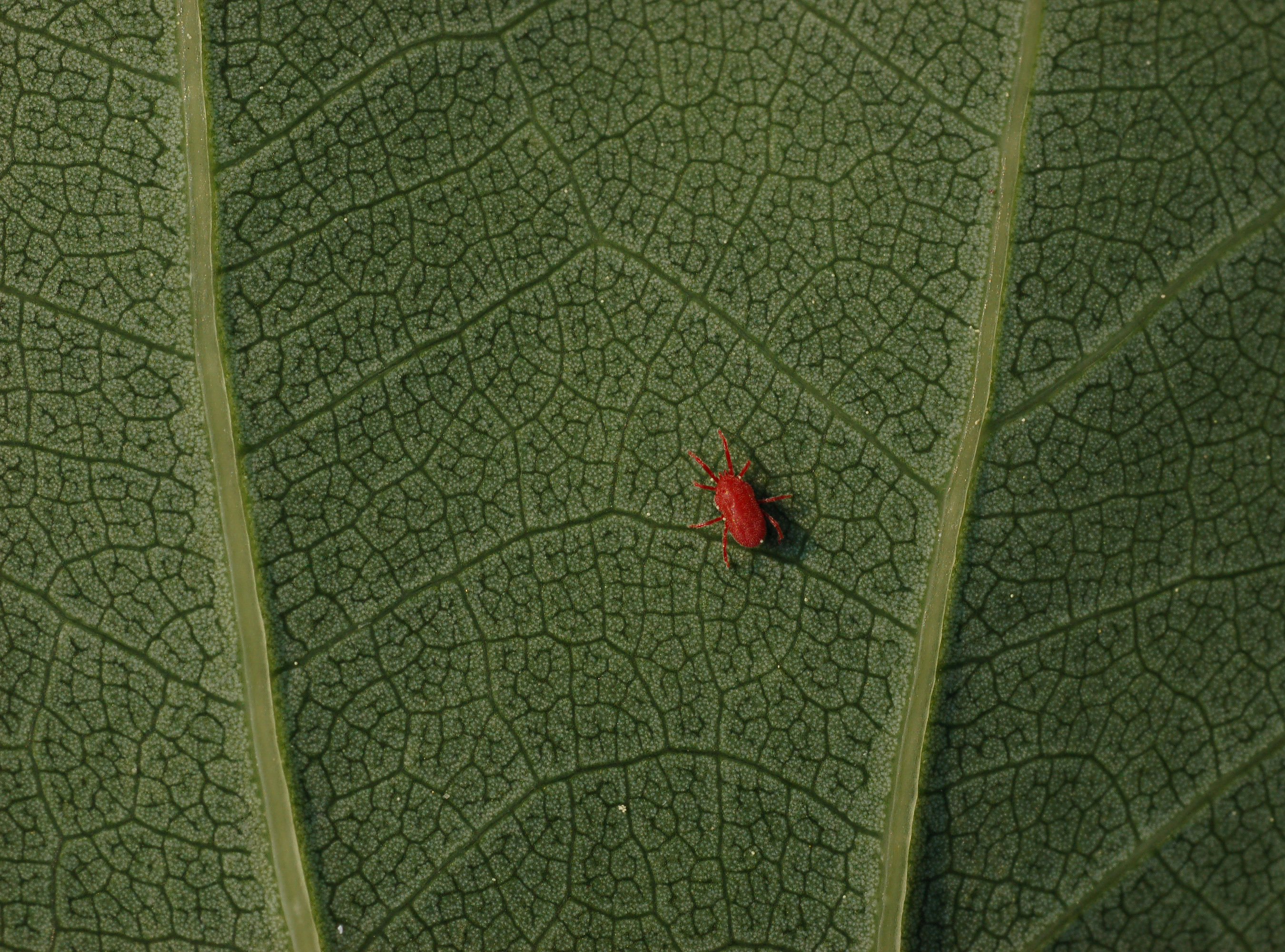
Parte inferior de una hoja, con un ácaro rojo
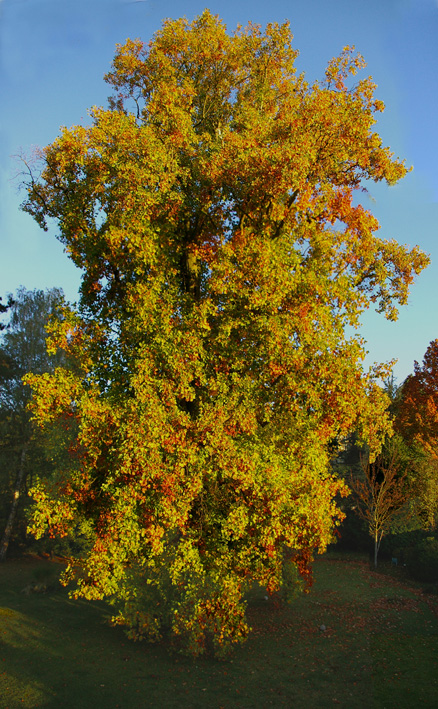
Aspecto otoñal de L. tulipifera
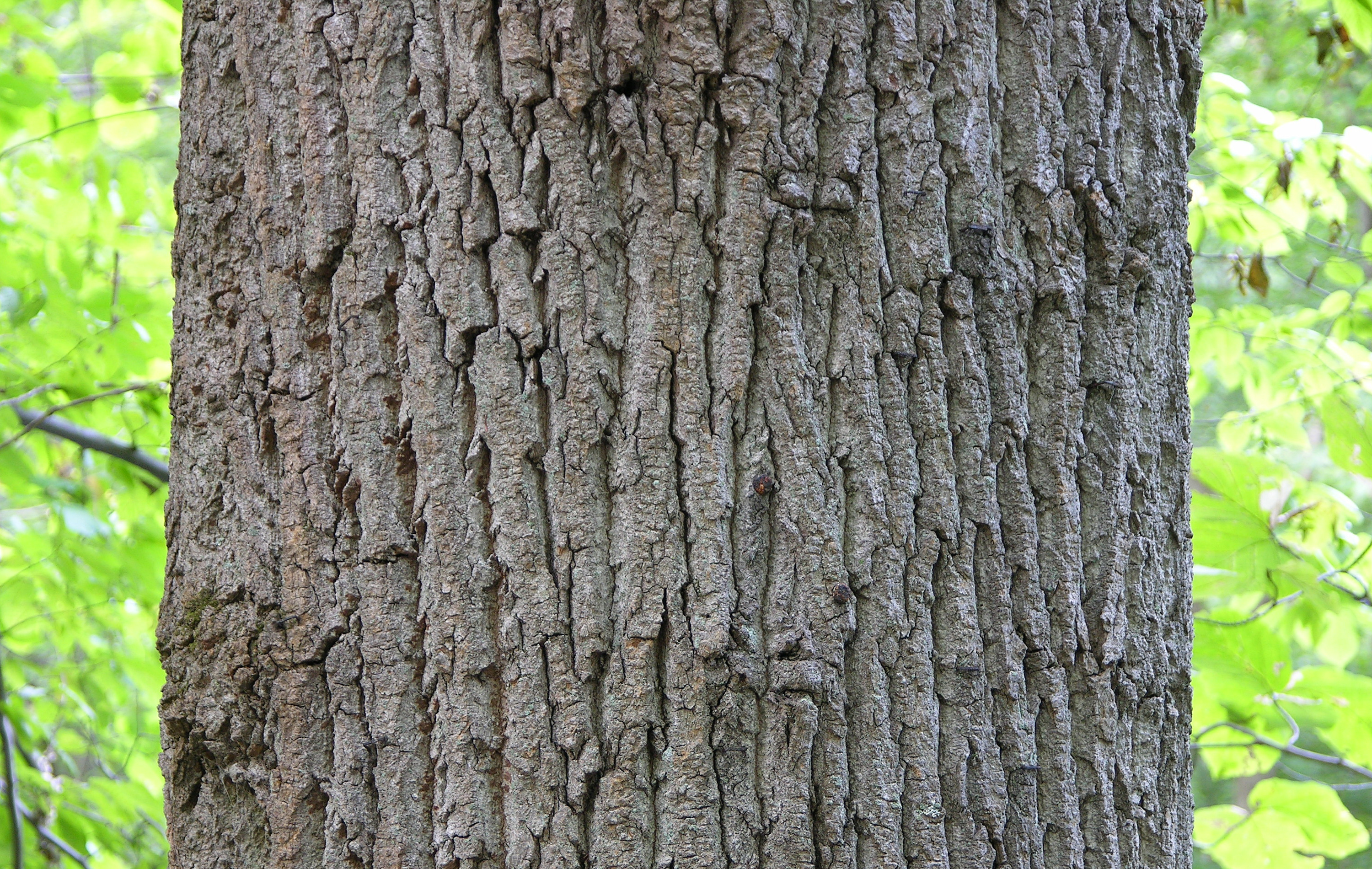
Corteza de L. tulipifera.
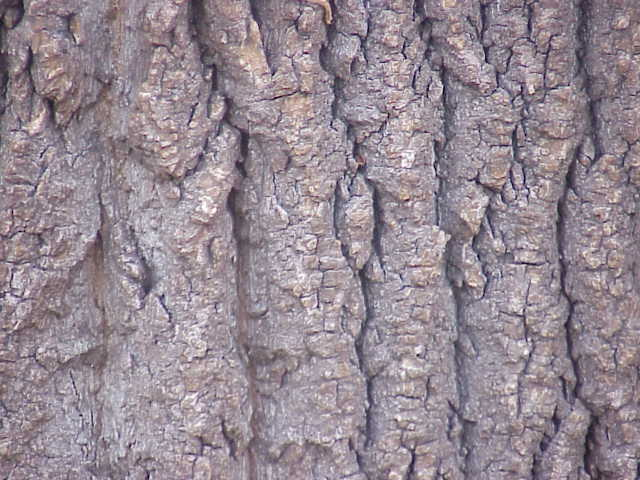
Ritidoma de L. tulipifera.
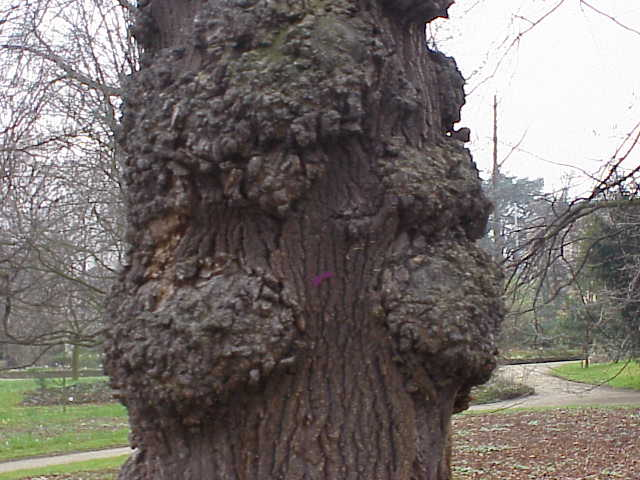
Tronco de L. tulipifera con agallas

## Cultivares deL. tulipifera
- 'Ardis' - corto,  hojas más pequeñas que la forma salvaje.
- 'Arnold' - angosto, corona columnar;  florece en edad temprana.
- 'Aureomarginatum' - forma variegada con hojas de bordes pálidos; se vende como 'Flashlight' o 'Majestic Beauty'.
- 'Fastigatum' - forma similar a 'Arnold'.
- 'Florida Strain' - hojas lobuladas, crecimiento rápido, florece a edad temprana.
- 'Integrifolium' - hojas sin lóbulos inferiores.
- 'Little Volunteer' - al menos tan diminuta como 'Ardis.'
- 'Mediopictum' - forma variegada con manchas amarillas cerca dl centro de la hoja.
- 'Roothaan' - hojas lobuladass.

## Historia
En el Cretácíco, el género estaba representado por varias especies, y ampliamente distribuido sobre Nortamérica y Europa.  Permaneció en rocas terciarias.